# Alejandro Márquez
Alejandro Samuel Márquez Pérez (Loncoche, Araucanía, Chile, 31 de octubre de 1991) es un futbolista chileno. Juega como volante defensivo o lateral derecho en Cobresal de la Primera División de Chile.

## Trayectoria
Oriundo de Loncoche, sus primeros pasos los da en las divisiones inferiores de Provincial Osorno, hasta que en febrero de 2010 es transferido a Unión Temuco de la Primera B Chilena.

### Unión Temuco
Su debut como profesional lo hace el día 12 de septiembre del 2010, ante Lota Schwager en calidad de titular en donde su equipo Unión Temuco gana por 2 a 1 de local en el Estadio Germán Becker. Luego, seguiría siendo titular en la gran mayoría del resto de los partidos de Unión Temuco en la Primera B, consolidando buenas actuaciones en el equipo de Marcelo Salas.

### Universidad de Chile
Luego de sus buenas actuaciones en el club temucano, consigue unirse a préstamo por 6 meses en la Universidad de Chile. Debuta por La U el día 20 de noviembre del 2011, en el clásico frente a Universidad Católica, por el Torneo de Clausura de ese año.

### Unión Temuco
Vuelve a Unión Temuco para la temporada 2012, con el objetivo de salir campeón y subir a la Primera División de Chile. Así, se mantuvo hasta que Deportes Temuco absorbió a Unión Temuco durante el segundo semestre de 2013, manteniéndose Márquez en el conjunto albiverde.

### Palestino
Su regreso a la primera división del fútbol chileno, fue en el Apertura temporada 2014-15, demostrando un buen juego y la claridad, para asistir a sus compañeros, como lo hacía en el club Deportes Temuco. El 26 de febrero de 2015 marca el único gol con que Palestino venció como visita al Zamora F.C. de Venezuela por el segundo partido de la fase de grupos de la Copa Libertadores.

### O'Higgins
Luego de no continuar en el club árabe se confirma su llegada a O'Higgins a préstamo por una temporada con opción de compra. El 7 de junio de 2016 el club celeste adquiere su pase y firma contrato por las próximas 3 temporadas.
En 2019, fue cedido a préstamo al Paraná Clube de la Série B brasileña.

### Deportes Temuco
Tras anunciarse su desvinculación de O'Higgins finalizada la temporada 2021, en febrero de 2022 es anunciado su regreso a Deportes Temuco de la Primera B. Tras dos temporadas, su contrato no es renovado.

### Rangers
El 28 de diciembre de 2023 es anunciado como nuevo jugador de Rangers de la Primera B chilena, con vistas a la temporada 2024.

## Selección nacional

### Selección Sub-20
Es convocado por César Vaccia, el DT de la Selección Sub-20 de Chile, para disputar el Sudamericano Sub-20 realizado en Perú. Es titular en el debut de Chile ante el local Perú, en donde Chile gana 2 a 0 recibe tarjeta amarilla en el primer tiempo y es reemplazado al entretiempo por su compañero José Martínez. En el tercer partido de la selección, es titular ante Argentina y convierte el único gol de Chile, el 1-2 a los 68 minutos, en la derrota por 3 a 1. En el partido contra Venezuela convierte el tercer gol, a los 85 minutos tras pase de Felipe Gallegos, en la victoria chilena por 3-1. Chile finalmente no lograría clasificar al mundial de la categoría. 

#### Participaciones en Sudamericanos
| Competencia         | Sede | Resultado | PJ | Goles |
| ------------------- | ---- | --------- | -- | ----- |
| Sudamericano Sub-20 | Perú | 5.º Lugar | 7  | 2     |

## Estadísticas

### Clubes
| Club                         | Div.          | Temporada     | Liga  | Liga  | Copas nacionales | Copas nacionales | Torneos internacionales | Torneos internacionales | Total | Total |
| Club                         | Div.          | Temporada     | Part. | Goles | Part.            | Goles            | Part.                   | Goles                   | Part. | Goles |
| ---------------------------- | ------------- | ------------- | ----- | ----- | ---------------- | ---------------- | ----------------------- | ----------------------- | ----- | ----- |
| Unión Temuco · Chile         | 2.ª           | 2010          | 15    | 0     | —                | —                | —                       | —                       | 15    | 0     |
| Unión Temuco · Chile         | 2.ª           | 2011          | 15    | 0     | 1                | 0                | —                       | —                       | 16    | 0     |
| Universidad de Chile · Chile | 1.ª           | 2011          | 1     | 0     | —                | —                | —                       | —                       | 1     | 0     |
| Universidad de Chile · Chile | Total club    | Total club    | 1     | 0     | 0                | 0                | 0                       | 0                       | 1     | 0     |
| Unión Temuco · Chile         | 2.ª           | 2012          | 25    | 0     | 6                | 0                | —                       | —                       | 31    | 0     |
| Unión Temuco · Chile         | 2.ª           | 2013          | 7     | 0     | —                | —                | —                       | —                       | 7     | 0     |
| Unión Temuco · Chile         | Total club    | Total club    | 62    | 0     | 7                | 0                | 0                       | 0                       | 69    | 0     |
| Deportes Temuco · Chile      | 2.ª           | 2013-14       | 33    | 0     | 11               | 0                | —                       | —                       | 44    | 0     |
| Deportes Temuco · Chile      | Total club    | Total club    | 33    | 0     | 11               | 0                | 0                       | 0                       | 44    | 0     |
| Palestino · Chile            | 1.ª           | 2014-15       | 25    | 1     | 6                | 0                | 3                       | 0                       | 34    | 2     |
| Palestino · Chile            | Total club    | Total club    | 25    | 1     | 6                | 0                | 3                       | 1                       | 34    | 2     |
| O'Higgins · Chile            | 1.ª           | 2015-16       | 31    | 1     | 5                | 0                | —                       | —                       | 36    | 1     |
| O'Higgins · Chile            | 1.ª           | 2016-17       | 27    | 3     | 4                | 1                | 4                       | 0                       | 35    | 4     |
| O'Higgins · Chile            | 1.ª           | 2017          | 12    | 2     | 4                | 0                | —                       | —                       | 17    | 2     |
| O'Higgins · Chile            | 1.ª           | 2018          | 29    | 0     | 2                | 0                | —                       | —                       | 31    | 0     |
| Paraná · Brasil              | 2.ª           | 2019          | —     | —     | 2                | 0                | —                       | —                       | 2     | 0     |
| Paraná · Brasil              | Total club    | Total club    | 0     | 0     | 2                | 0                | 0                       | 0                       | 2     | 0     |
| O'Higgins · Chile            | 1.ª           | 2020          | 5     | 1     | —                | —                | —                       | —                       | 5     | 1     |
| O'Higgins · Chile            | 1.ª           | 2021          | 19    | 1     | 3                | 0                | —                       | —                       | 22    | 1     |
| O'Higgins · Chile            | Total club    | Total club    | 123   | 8     | 18               | 1                | 4                       | 0                       | 145   | 9     |
| Total carrera                | Total carrera | Total carrera | 243   | 9     | 44               | 1                | 7                       | 1                       | 294   | 11    |
| 1. 2. 3.                     |               |               |       |       |                  |                  |                         |                         |       |       |

## Palmarés

### Títulos nacionales
| Título           | Equipo               | País  | Año    |
| ---------------- | -------------------- | ----- | ------ |
| Primera División | Universidad de Chile | Chile | 2011-C |

### Títulos internacionales
| Título            | Equipo               | País  | Año  |
| ----------------- | -------------------- | ----- | ---- |
| Copa Sudamericana | Universidad de Chile | Chile | 2011 |